# Gylfi Sigurðsson
Gylfi Þór Sigurðsson (n. 8 septembrie 1989, Reykjavík, Islanda) este un fotbalist islandez, care joacă pe post de mijlocaș la Víkingur Reykjavík în Landsbankadeild. Pe plan internațional, are prezențe la națională pentru Islanda U17⁠(d), Islanda U19⁠(d), Islanda U21⁠(d) și Islanda.
Și-a reprezentat țara la primul său turneu final major, Euro 2016.

## Statistici carieră

### Club
La 5 noiembrie 2017.
| Club                     | Sezon         | Campionat      | Campionat | Campionat | Cupă    | Cupă   | Cupa Ligii | Cupa Ligii | Continental | Continental | Altele  | Altele | Total   | Total  |
| Club                     | Sezon         | Divizie        | Meciuri   | Goluri    | Meciuri | Goluri | Meciuri    | Goluri     | Meciuri     | Goluri      | Meciuri | Goluri | Meciuri | Goluri |
| ------------------------ | ------------- | -------------- | --------- | --------- | ------- | ------ | ---------- | ---------- | ----------- | ----------- | ------- | ------ | ------- | ------ |
| Reading                  | 2008–09       | Championship   | 0         | 0         | 1       | 0      | 2          | 0          | —           | —           | —       | —      | 3       | 0      |
| Reading                  | 2009–10       | Championship   | 38        | 16        | 5       | 3      | 1          | 1          | —           | —           | —       | —      | 44      | 20     |
| Reading                  | 2010–11       | Championship   | 4         | 2         | 0       | 0      | 0          | 0          | —           | —           | —       | —      | 4       | 2      |
| Reading                  | Total         | Total          | 42        | 18        | 6       | 3      | 3          | 1          | —           | —           | —       | —      | 51      | 22     |
| Shrewsbury Town împrumut | 2008–09       | League Two     | 5         | 1         | —       | —      | —          | —          | —           | —           | 1       | 0      | 6       | 1      |
| Crewe Alexandra împrumut | 2008–09       | League One     | 15        | 3         | —       | —      | —          | —          | —           | —           | —       | —      | 15      | 3      |
| 1899 Hoffenheim          | 2010–11       | Bundesliga     | 29        | 9         | 3       | 1      | —          | —          | —           | —           | —       | —      | 32      | 10     |
| 1899 Hoffenheim          | 2011–12       | Bundesliga     | 7         | 0         | 0       | 0      | —          | —          | —           | —           | —       | —      | 7       | 0      |
| 1899 Hoffenheim          | Total         | Total          | 36        | 9         | 3       | 1      | —          | —          | —           | —           | —       | —      | 39      | 10     |
| Swansea City împrumut    | 2011–12       | Premier League | 18        | 7         | 1       | 0      | 0          | 0          | —           | —           | —       | —      | 19      | 7      |
| Tottenham Hotspur        | 2012–13       | Premier League | 33        | 3         | 2       | 0      | 2          | 1          | 11          | 3           | —       | —      | 48      | 7      |
| Tottenham Hotspur        | 2013–14       | Premier League | 25        | 5         | 0       | 0      | 2          | 1          | 8           | 0           | —       | —      | 35      | 6      |
| Tottenham Hotspur        | Total         | Total          | 58        | 8         | 2       | 0      | 4          | 2          | 19          | 3           | —       | —      | 83      | 13     |
| Swansea City             | 2014–15       | Premier League | 32        | 7         | 1       | 1      | 2          | 1          | —           | —           | —       | —      | 35      | 9      |
| Swansea City             | 2015–16       | Premier League | 36        | 11        | 0       | 0      | 1          | 0          | —           | —           | —       | —      | 37      | 11     |
| Swansea City             | 2016–17       | Premier League | 38        | 9         | 1       | 0      | 1          | 1          | —           | —           | —       | —      | 40      | 10     |
| Swansea City             | Total         | Total          | 106       | 27        | 2       | 1      | 4          | 2          | —           | —           | —       | —      | 112     | 30     |
| Everton                  | 2017–18       | Premier League | 10        | 0         | 0       | 0      | 0          | 0          | 5           | 1           | —       | —      | 15      | 1      |
| Total carieră            | Total carieră | Total carieră  | 287       | 73        | 14      | 5      | 11         | 5          | 24          | 4           | 1       | 0      | 337     | 87     |

1. ↑  Appearance in Football League Trophy
2. 1 2 3  Appearances in UEFA Europa League

* Altele – Football League Trophy

### Internațional
La 18 iunie 2016.
| Islanda | Islanda | Islanda |
| An      | Meciuri | Goluri  |
| ------- | ------- | ------- |
| 2010    | 3       | 0       |
| 2011    | 3       | 1       |
| 2012    | 8       | 1       |
| 2013    | 8       | 3       |
| 2014    | 6       | 4       |
| 2015    | 7       | 3       |
| 2016    | 6       | 2       |
| Total   | 41      | 14      |

### Goluri internaționale
La 19 iunie 2016.
| Nr. | Data              | Stadion                                     | Selecție | Adversar      | Scor | Rezultat | Competiție                                             |
| --- | ----------------- | ------------------------------------------- | -------- | ------------- | ---- | -------- | ------------------------------------------------------ |
| 1   | 7 octombrie 2011  | Estádio do Dragão, Porto, Portugalia        | 6        | Portugalia    | 3–5  | 3–5      | Preliminariile Euro 2012                               |
| 2   | 12 octombrie 2012 | Stadionul Qemal Stafa, Tirana, Albania      | 13       | Albania       | 2–1  | 2–1      | Calificările pentru Campionatul Mondial de Fotbal 2014 |
| 3   | 22 martie 2013    | Stadionul Stožice, Ljubljana, Slovenia      | 16       | Slovenia      | 1–1  | 2–1      | Calificările pentru Campionatul Mondial de Fotbal 2014 |
| 4   | 22 martie 2013    | Stadionul Stožice, Ljubljana, Slovenia      | 16       | Slovenia      | 2–1  | 2–1      | Calificările pentru Campionatul Mondial de Fotbal 2014 |
| 5   | 11 octombrie 2013 | Laugardalsvöllur, Reykjavík, Iceland        | 19       | Cipru         | 2–0  | 2–0      | Calificările pentru Campionatul Mondial de Fotbal 2014 |
| 6   | 9 septembrie 2014 | Laugardalsvöllur, Reykjavík, Islanda        | 25       | Turcia        | 2–0  | 3–0      | Preliminariile Euro 2016                               |
| 7   | 10 octombrie 2014 | Stadionul Skonto, Riga, Latvia              | 26       | Letonia       | 1–0  | 3–0      | Preliminariile Euro 2016                               |
| 8   | 13 octombrie 2014 | Laugardalsvöllur, Reykjavík, Islanda        | 27       | Țările de Jos | 1–0  | 2–0      | Preliminariile Euro 2016                               |
| 9   | 13 octombrie 2014 | Laugardalsvöllur, Reykjavík, Islanda        | 27       | Țările de Jos | 2–0  | 2–0      | Preliminariile Euro 2016                               |
| 10  | 3 septembrie 2015 | Amsterdam Arena, Amsterdam-Zuidoost, Olanda | 31       | Țările de Jos | 1–0  | 1–0      | Preliminariile Euro 2016                               |
| 11  | 10 octombrie 2015 | Laugardalsvöllur, Reykjavík, Islanda        | 33       | Letonia       | 2–0  | 2–2      | Preliminariile Euro 2016                               |
| 12  | 13 noiembrie 2015 | Stadionul Național, Varșovia, Polonia       | 35       | Polonia       | 1–0  | 2–4      | Meci amical                                            |
| 13  | 1 iunie 2016      | Ullevaal Stadion, Oslo, Norvegia            | 38       | Norvegia      | 2–3  | 2–3      | Meci amical                                            |
| 14  | 18 iunie 2016     | Stade Vélodrome, Marseille, Franța          | 41       | Ungaria       | 1–0  | 1–1      | Euro 2016                                              |
| 15  | 24 martie 2017    | Loro Boriçi Stadium, Shkodër, Albania       | 49       | Kosovo        | 2–0  | 2–1      | 2018 FIFA World Cup qualification                      |
| 16  | 5 septembrie 2017 | Laugardalsvöllur, Reykjavík, Iceland        | 52       | Ucraina       | 1–0  | 2–0      | 2018 FIFA World Cup qualification                      |
| 17  | 5 septembrie 2017 | Laugardalsvöllur, Reykjavík, Iceland        | 52       | Ucraina       | 2–0  | 2–0      | 2018 FIFA World Cup qualification                      |
| 18  | 9 octombrie 2017  | Laugardalsvöllur, Reykjavík, Iceland        | 54       | Kosovo        | 1–0  | 2–0      | 2018 FIFA World Cup qualification                      |

## Palmares

### Individual
- Jucătorul lunii în Premier League: martie 2012[8]
- Jucătorul lunii în Football League Championship: martie 2010[9]
- Jucătorul sezonului la Reading: 2009–10[10]
- Jucătorul sezonului la Hoffenheim: 2010–11[11]
- Premierleague.com Users' Team of the Season: 2014–15[12]
- Fotbalistul islandez al anului: 2010, 2011, 2012, 2013, 2014, 2015
- Sportivul islandez al anului: 2013

## Legături externe
- Player's profile KSI.is is